# 632 a.C.

## Eventos
- 37a olimpíada:
  - Euríclidas da Lacônia, vencedor do estádio.[1]
  - Duas novas provas são introduzidas: o estádio para meninos, em que o vencedor foi Polinice de Élida, e o pále para meninos, em que o vencedor foi Hipóstenes da Lacônia.[1] Hipóstenes venceu cinco competições seguidas do pále para adultos, da 39a à 43a olimpíadas (624 a 608 a.C.)[1]